# Guanlei Zhen
Guanlei Zhen (kinesiska: 关累, 关累镇) är en köping i Kina. Den ligger i provinsen Yunnan, i den sydvästra delen av landet, omkring 400 kilometer söder om provinshuvudstaden Kunming. Antalet invånare är 30 438. Befolkningen består av 14 406 kvinnor och 16 032 män. Barn under 15 år utgör 21,0 %, vuxna 15-64 år 73 %, och äldre över 65 år 4,0 %.
Genomsnittlig årsnederbörd är 1 821 millimeter. Den regnigaste månaden är juli, med i genomsnitt 396 mm nederbörd, och den torraste är februari, med 14 mm nederbörd.